# Apartment der Kunst

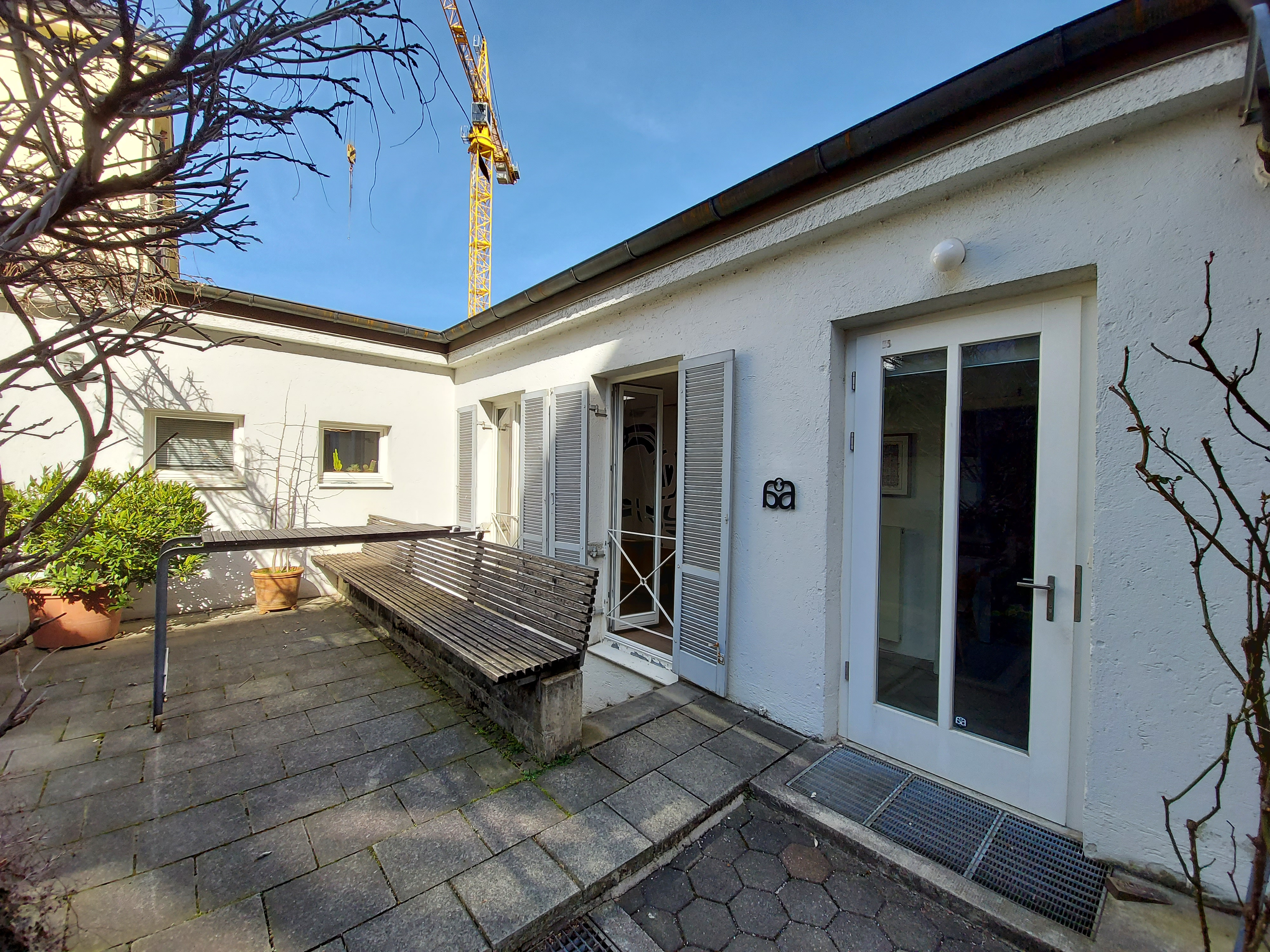
Apartment der Kunst: Außenansicht

Das Apartment der Kunst ist ein freier, unabhängiger Non-profit-Kunstraum für nationale und internationale Künstler und Kuratoren, die dort Einzel- und Gruppenausstellungen realisieren können. Ein wichtiger Focus im Rahmen des Programmes liegt auf Ausstellungen mit zeitgenössischer chinesischer Kunst aus Taiwan. Von 2014 an werden regelmäßig Künstleraustauschprogramme zwischen München und Taiwan organisiert. Das Apartment der Kunst liegt in unmittelbarer Nachbarschaft zum Haus der Kunst im Zentrum Münchens am südlichen Eingang des Englischen Gartens und wird seit seiner Gründung 2013 von dem deutschen Künstler Lars Koepsel geleitet und kuratiert. Zur Ermöglichung vieler Projekte wird mit wechselnden Partner wie dem Kulturreferat (München), der Künstlerhaus Villa Waldberta, dem Goethe-Institut, dem Taipei Artist Village oder dem VT Artsalon Taipei zusammengearbeitet.

## Ausstellungen
2013:
- Neuland; mit Alfred Ullrich, Annekathrin Norrmann, Uwe Jonas, Emanuel Wadé, Klaus Auderer, Lars Koepsel, Li-Mei Shie, Martin Schneider, Roman Pawollek, Seishi Irikawa, Uwe Jonas,  Vernon Ah Kee
- Annekathrin Norrmann; What’s wrong with this picture, 8. Juni 2013 – 30. Juni 2013
- Uwe Jonas – Augenlicht, 6. Juli 2013 – 2. August 2013
- Tsong Pu (莊普), Der Turm der leuchtenden Sterne, 21. September 2013 – 19. Oktober 2013

2014:
- Alfred Ullrich; BLACK OUT, 5. April 2014 – 3. Mai 2014
- it looks sound but... ; curated by Sean C.S. Hu, Chen Po-I (陳伯義), Wu Tsan-Cheng (吳燦政), 10. Mai 2014 – 6. Juni 2014
- Su Hui-Yu (蘇匯宇); Day & Night, 28. Juni 2014 – 26. Juli 2014
- Chen Hui-Chiao (陳慧嶠); The Sphere; Roman Pawollek Liveperformance, 13. September 2014 – 10. Oktober 2014

2015:
- Birthe Blauth; Der laufende Hund, 11. April 2015 – 5. Mai 2015
- Yuan Goang-Ming (袁廣鳴); Das unheimliche Morgen, curated by Wu Dar-Kuen, 16. Mai 2015 – 13. Juni 2015
- Isa Ho; Mein Pfingstrosenpavillon 27. Juni 2015 – 24. Juli 2015
- Martin Schneider; – überall wo eine Hose liegt arbeite ich – 12. September 2015 – 9. Oktober 2015

2016:

Lin Wei-Lung am Ende seiner Performance mit sieben Tage ohne Schlaf

- M+M; Das Ritual, 16. April 2016 – 13. Mai 2016
- Lin Wei-Lung (凌瑋隆); S L I C E, 4. Juni 2016 – 1. Juli 2016
- Wang Te-Yu (王德瑜); No. 84 9. Juli 2016 – 5. August 2016
- Sofie Bird Møller; Made in Taiwan 24. September 2016 – 14. Oktober 2016

2017:
- Alexander Laner; Stress auf Arbeit[1], 29. April 2017 – 3. Juni 2017
- Huang Meng-Chin (黃盟欽); Body in Ambiguity, 8. Juli 2017 – 4. August 2017
- Vernon Ah Kee, Will I Live, curated by Damian Lentini, 9. September 2017 – 6. Oktober 2017
- Pneuma[2]; Wang Te-Yu (王德瑜) und Lin Wei-Lung (凌瑋隆) in der Lukaskirche München, curated by Lars Koepsel, 20. September 2017 – 19. Oktober 2017

2018:
- Hennicker/Schmidt; The ocean between, 14. April 2018 – 5. Mai 2018
- Isaac Chong Wai; Kapitel A : The Rehearsal of the Futures, curated by Nina Holm, 12. Mai 2018 – 8. Juni 2018
- Liu Chih-Hung (劉致宏); The Hiding Song, 30. Juni 2018 – 27. Juli 2018
- Pfeifer & Kreutzer; A X I S, 15. September 2018 – 12. Oktober 2018

2019:
- Wu Tung-Lung (吳東龍); ambiguous dimensions, 18. Mai 2019 – 14. Juni 2019
- Huang Li-Hui (黃立慧);My mom is a good German, 29. Juni 2019 – 26. Juli 2019
- Patrik Thomas; Taiwaste, 21. September 2019 – 11. Oktober 2019

2020:
- Federico Delfrati; B e r e s h e e t[3], 30. Juni 2020 – 24. Juli 2020
- You are in my Wave ll; curated by Lene Harbo Pedersen mit Nikolai Howalt, Anne Mortensen, Xenia Fumbarev, Jochen Lempert, Peter Neusser, Laerke Posselt; 12. September 2020 – 9. Oktober 2020

2021:
- Lars Koepsel; Shelter[4][5], 27. Dezember 2020 – 31. März 2021
- Pfeifer & Kreutzer; Kreislauf, 26. Juni – 23. Juli 2021
- Sophie Schmidt; My mouth is full of tongues; 11. September – 8. Oktober 2021

2022:
- Hung Yu-Hao; Joy in Pain; 26. Februar – 25. März 2022
- Yao Jui-Chung; MiMiKe; 10. September – 7. Oktober 2022

2023:
- A room for one´s own; 22. April 2023 – 17. Mai 2023
- diaspora Iran: (Be)longing; 24. Juni 2023 – 21. Juli 2023
- Benjamin Bergmann; Phantom; 9. September – 6. Oktober 2023

2024:
- Minjae Lee; unmöbliert; 22. Juni 2024 – 19. Juli 2024
- Peng Yi Hang; Thank God; 7. September 2024 – 27. September 2024

2025:
- Eunju Hong; She seemed devastated, when I was weeping with joy: A story that ends from the beginning; 5. Mai 2025 – 5. Mai 2025